# Ainhoa Murúa
Ainhoa Murúa Zubizarreta (Zarautz, 18 de julho de 1978) é uma triatleta profissional espanhola, de origem basca.

## Carreira
Murua participou de quatro Jogos Olimpicos: 2004, 2008, 2012 e 2016.

### Rio 2016
Ainhoa Murúa disputou os Jogos do Rio 2016, não completou a prova, apenas a parte da natação e abandonou. 